# ベクター・モーターズ
ベクターモーターズ（Vector Motors）は、かつて存在したアメリカの自動車メーカー。カリフォルニア州ロサンゼルス市内ウィルミントンに拠点を置き、スーパーカーの自社開発を行っていた。

## 概要

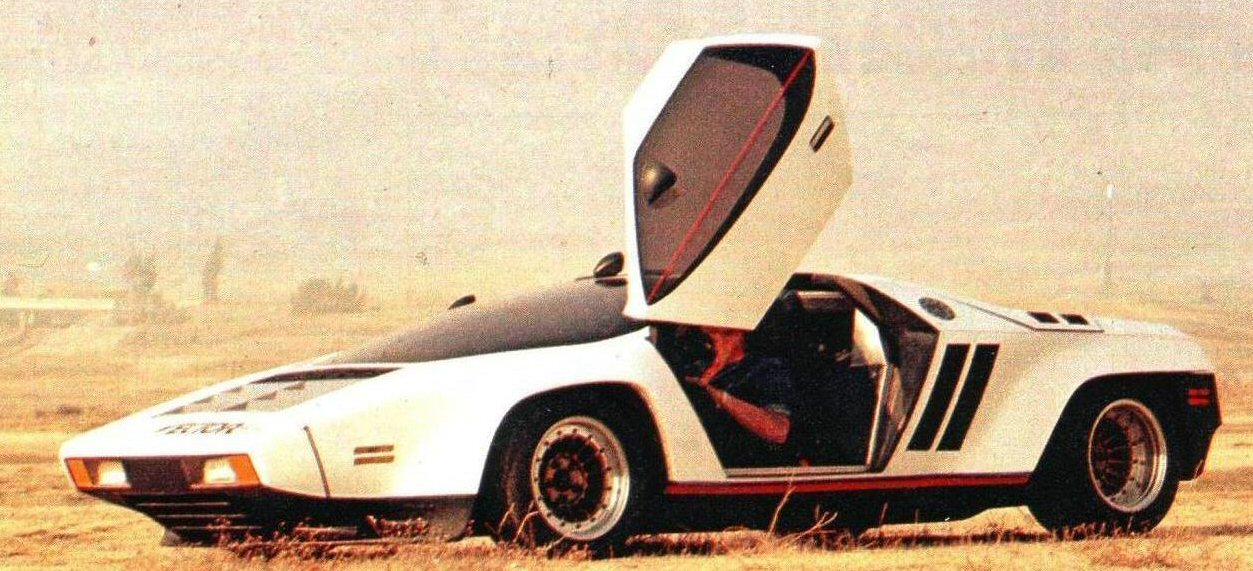
ベクタープロトタイプ

ベクターは当初「バイシクル・デザイン・フォース」として、空力デザインを主業務とする企業としてジェラルド・ウィーガートによって1971年に設立された。ウィーガートは当初から将来的なスーパーカー自社生産への展望を持っていたが、予算が確保できず遅々として計画が進まなかった。1972年にロサンゼルスオートショーにてようやく公式の場への展開へとこぎつけたが、出展されたのは空のシェルのモデルであった。この時期に設立当初から組んでいた空力デザイナーのリー・ブラウンはベクターを離れている。その後ウィーガートは企業名を「ベクター・エアロ・モーティブ」へと改め、新しいプロジェクトカーの開発に着手した。
1978年においてプロジェクトカーはW2として結実し、ついに1979年に製造車両第1弾としてショーデビューを果たす。W2は市販へ向けて開発を重ね、長距離耐久の実施や年次の改良による性能向上を経てよりブラッシュアップされていき、市販モデルへと徐々に近づいていった。純粋なアメリカ製スーパーカーの製造は話題にもなり、W2とウィーガートはモータートレンド誌の表紙を飾ったこともあった。しかし資金の調達に難航し、結局W2はコンセプトカーの域を脱することはできなかった。
1988年、W2の発表から10年近く経過した頃にようやく生産資金の目処が立ち、W2の開発で得たノウハウから設計変更を行ったW8の発売で本格的な自動車生産へに参入する。しかし1992年にベクターは、当時ランボルギーニの親会社であったインドネシアのセトコ・グループ傘下のメガテック社により敵対的買収され、ウィーガートはベクターの経営から離れることとなった。
その後メガテック傘下でランボルギーニ製エンジンを搭載したM12を販売したが、経営難からベクターの歴史は1999年のM12をもって一旦終了する。
ベクターは2006年にウィーガートによって新たに「ベクターモーターズ」として再始動して復活を果たし、新しいスーパーカー「WX-8」を開発、2007年にロサンゼルスオートショーにて公開した。同モデルはコンセプトカーではあるが、その後も開発を継続していた。
2021年1月に創業者のウィーガートが死去した。ウィルミントンの倉庫は死後ほどなくして片付けられ、倉庫に乱雑に保管されていた部品や金型は、一部がオークションで売却されたものの、残りは廃棄処分となった。公式ウェブサイトも同年中にデッドリンクとなった。
ベクターの車は、製品名に"W"と英数字・番号の組み合わせが指定されている。Wは創業者であるウィーガートから取っており、Wに続く「X」は、（例えばWX8など）プロトタイプユニットであることを意味している。それに連なる数値は市販モデルにおいては搭載されるエンジンの気筒数で、WX8はV8エンジンを意味する。唯一の例外は「M」で、これはメガテック社に買収された後に付与された。コンセプトカーは例外でターボのユニット数などから取られている。

## 主な製造車両

### 自社開発時代
- W2
- W8
- WX3

### メガテック傘下時代
- M12
- SRV8

### 第2次自社開発時代
- WX8